# Universidad Iberoamericana de Ciencias y Tecnología
La Universidad Iberoamericana de Ciencias y Tecnología (abreviada como UIBERO, UNICIT o UNICYT) fue una universidad privada chilena, ubicada en la ciudad de Santiago de Chile, que existió entre los años 1989 y 2021. En 2017 se anunció el cierre forzado en un proceso programado, debido a graves problemas financieros.

## Historia

### Fundación y desarrollo
La universidad fue fundada en Santiago en 1989, por la educadora Filomena Narváez Elgueta.
En 1992 se incorporó la primera generación de estudiantes, con 324 alumnos que inauguraron las carreras de Agronomía, Medicina Veterinaria, Ingeniería en Alimentos, Ingeniería Comercial, Ingeniería en Obras Civiles, Ingeniería Civil en Electrónica, Ingeniería Forestal y Contador Auditor, aprobadas por el Ministerio de Educación y dictadas en la primera sede de la universidad, en calle Moneda 1490. Durante esta primera etapa, la universidad fue examinada por la Universidad Austral, la Universidad de Concepción y la Universidad de Talca.
En junio de 1996 se creó la revista Presencia Universitaria como espacio de opinión, discusión y difusión de la institución.
En abril de 1998 se inauguró el edificio Tennessee, sede central de la universidad, donde se concentran laboratorios, salas de clases y unidades administrativas de la institución. La sede de Moneda continuó funcionando durante un año más.
Sus estatutos vigentes fueron revisados y protocolizados ante notario el 23 de diciembre de 2003.

### Crisis y cierre
La universidad se comenzó a enfrentar a severos problemas financieros, que en diciembre de 2016 ascendían a una deuda alrededor de mil doscientos millones de pesos chilenos (alrededor de 1.7 millones de dólares). A raíz de esto, en marzo de 2017 renunció el rector Félix Viveros, mientras que la fundadora y exrectora, Filomena Narváez, manifestó su alejamiento de la organización. Por estas razones, el 29 de diciembre de 2017 el Ministerio de Educación de Chile anunció el cierre programado de la Universidad para dentro de los tres años siguientes. El 5 de febrero de 2018 fue ratificado el cierre por el Consejo Nacional de Educación. Posterior al cierre, se nombró a un administrador, y sus cerca de 1400 estudiantes pudieron continuar gracias a un convenio con la Universidad de Santiago de Chile (USACH).
Sus operaciones finalizaron definitivamente el 31 de enero de 2021.

## Administración
Los rectores, desde su fundación hasta el día de su cierre, fueron los siguientes:
| Rectoría | Nombre                        | Periodo   |
| -------- | ----------------------------- | --------- |
| I        | José Galmez de Pablo          | 1989-1994 |
| II       | Filomena Narváez Elgueta      | 1994-1998 |
| III      | Fernando Monckeberg Barros    | 1998-1999 |
| IV       | Juan José Villavicencio       | 1999-2004 |
| V        | Juan Tosso Torres             | 2005-2009 |
| VI       | Carlos Pereira Albornoz       | 2009-2013 |
| VII      | Sergio Becerra Ovalle         | 2013-2014 |
| VIII     | Mario Jarpa Gibert (interino) | 2014      |
| IX       | Félix Viveros Díaz            | 2014-2017 |
| X        | Héctor Manuel Jara Fernández  | 2017-2022 |

## Organización
Para el momento de su cierre, universidad estuvo organizada en torno a cinco facultades académicas.
| Facultad                                                     | Carrera                                           |
| ------------------------------------------------------------ | ------------------------------------------------- |
| Facultad de Recursos Naturales y Ciencias Silvoagropecuarias | Agronomía                                         |
| Facultad de Recursos Naturales y Ciencias Silvoagropecuarias | Biotecnología                                     |
| Facultad de Recursos Naturales y Ciencias Silvoagropecuarias | Medicina Veterinaria                              |
| Facultad de Recursos Naturales y Ciencias Silvoagropecuarias | Ingeniería en Ejecución en viticultura y Enología |
| Facultad de Ciencias de la Salud                             | Enfermería                                        |
| Facultad de Ciencias de la Salud                             | Fonoaudiología                                    |
| Facultad de Ciencias de la Salud                             | Kinesiología                                      |
| Facultad de Ciencias de la Salud                             | Nutrición y Dietética                             |
| Facultad de Ciencias de la Salud                             | Obstetricia y Puericultura                        |
| Facultad de Ciencias de la Salud                             | Tecnología Médica                                 |
| Facultad de Ciencias y Educación                             | Pedagogía en inglés                               |
| Facultad de Ciencias y Educación                             | Pedagogía en Matemáticas y Física                 |
| Facultad de Ciencias Jurídicas y Sociales                    | Derecho                                           |
| Facultad de Ciencias Jurídicas y Sociales                    | Trabajo Social                                    |
| Facultad de Ciencias de la Ingeniería y Administración       | Administración Pública                            |
| Facultad de Ciencias de la Ingeniería y Administración       | Contador Auditor                                  |
| Facultad de Ciencias de la Ingeniería y Administración       | Ingeniería Comercial                              |
| Facultad de Ciencias de la Ingeniería y Administración       | Ingeniería Civil Electrónica                      |
| Facultad de Ciencias de la Ingeniería y Administración       | Ingeniería Civil Informática                      |
| Facultad de Ciencias de la Ingeniería y Administración       | Ingeniería en Ejecución en Industria Alimentaria  |
| Facultad de Ciencias de la Ingeniería y Administración       | Ingeniería en Ejecución Electrónica               |